# Дядя Стёпа — милиционер (мультфильм)
«Дядя Стёпа — милиционер» — советский рисованный мультипликационный фильм, созданный в 1964 году режиссёром-мультипликатором Иваном Аксенчуком по одноименному стихотворению Сергея Михалкова.

## Сюжет
В начале фильма показываются фрагменты приквела, где дядя Стёпа останавливал поезд, мотивируя это тем, что «здесь дождями путь размыт», как с ним играли ребята и как он служил во флоте. Его рост помогает совершить много благородных поступков, и поэтому он решил работать в милиции.
Ночью дядя Стёпа поправляет неисправную конструкцию, закрывает болтающееся окно в чужом доме и возвращает болтающийся токоприёмник троллейбуса на место. Утром с дядей Стёпой сталкивается некий пионер и раскрывает рот от изумления:

Вот так ми-ли-ци-онер!

После титров Дядя Стёпа переводит одну старушку через дорогу. Люди завидуют ему:

— Да! Людей такого роста

Встретить запросто — непросто!

— Да! Такому молодцу

Форма новая к лицу!

— Если встанет на посту —

Всё увидит за версту!

Другая старушка полоскает бельё в проруби, но солнце раскололо лёд, и начался ледоход. Дядя Стёпа, дежуря на мосту, спасает перепуганную старушку с отколовшейся льдины, а затем отправляет её домой на грузовике.
В это время мальчик-озорник, волоча портфель по земле, хулиганит на улице: подрисовывает на лице женщины в рекламе усы и гоняет голубей. Увидев девочек, озорник бросает портфель и начинает их обижать, стреляя из рогатки и сажая в лужу. Злорадствуя, он садится на задний бампер троллейбуса, но дядя Стёпа, видя всё издалека, свистит в свисток и останавливает троллейбус. Увидев девочек, озорник забирается на уличный фонарь, но дядя Стёпа его ловит, и девочки сдают своего обидчика в милицию.
Предотвратив проделки озорника, дядя Стёпа идёт на каток и выступает на соревновании конькобежцев под номером «8». Поскольку победитель был очень большим, к нему подъехал трап. Один человек вручил ему кубок в награду, а девочка вручает ему своего плюшевого медведя, которого она уронила во время соревнования. Степан дарит девочке в обмен цветы, и милиция трубит победу.
Пока дядя Стёпа шёл на дежурство, в «Детском мире» появился хулиган и испортил все товары. В ответ на просьбу продавца оплатить штраф за вандализм, хулиган пускает дым сигареты на весь экран и отказывается платить штраф. Продавщица вызывает милицию, и хулиган, злорадствуя, успешно лопает сигаретой два шарика, а третий не успевает — сзади появляется дядя Стёпа. Не желая попадать в отделение, хулиган кладёт все игрушки на стол кассы. Когда дядя Стёпа принудил хулигана заплатить штраф в кассу, он в страхе чуть не падает в обморок и возвращает игрушки на прежнее место.
На Казанском вокзале дядя Стёпа услышал плач потерявшегося мальчика. Возле аптеки дядя Стёпа воссоединяет маму с малышом.
На площади Восстания дядя Стёпа вновь встречает знакомых ему ребят. Но вдруг он услышал скрип тормозов автомобилей — случился затор по причине неисправного светофора. Дядя Стёпа обнаруживает там воробья, светофор вновь начал работать, и движение автомобилей было восстановлено. За это милиционер получил прозвище «Дядя Стёпа — светофор».
В финале дядя Стёпа рассказывает детям, почему после службы во флоте он пошёл работать в милицию. Вечером ребята прощаются с ним, а ночью дядя Стёпа вновь «шагает по району от двора и до двора».

## Роли озвучивали
- Валентина Сперантова — пионер-рассказчик
- Владимир Трошин — дядя Стёпа
- Сергей Цейц — сотрудник ОРУДа; хулиган; горожане
- Клара Румянова — дети; продавщица; женщина на улице
- Юлия Юльская — дети
- Маргарита Корабельникова — дети
- Елена Понсова — старушка с бельём (в титрах не указана)

## Над фильмом работали
- Автор сценария: Сергей Михалков
- Художник-постановщик: Леонид Шварцман (в титрах: И. Шварцман)
- Композитор: Александр Локшин
- Оператор: Борис Котов
- Звукооператор: Георгий Мартынюк
- Художники-мультипликаторы: Анатолий Абаренов, Виктор Арсентьев, Борис Бутаков, Михаил Ботов, Наталия Богомолова, Юрий Бутырин, Александр Давыдов, Сергей Дёжкин, Галина Золотовская, Елизавета Комова, Леонид Каюков, Лидия Резцова, Ольга Столбова, Константин Чикин
- Режиссёр: Иван Аксенчук

## Отзывы критиков
Киновед Сергей Капков отмечал, что в фильме Ивана Аксенчука «нашлось место и для чистого юмора, остроумных трюков, мягкой эксцентрики».